# لئونید گیسن
لئونید گیسن (روسی: Леонид Давыдович Гиссен؛ ۲۸ ژوئن ۱۹۳۱ – ۷ فوریهٔ ۲۰۰۵) قایقران روئینگ، و روان‌شناس اهل روسیه بود.
وی در مسابقات کشوری و بین‌المللی در مجموع برندهٔ ۳ مدال طلا، ۱ مدال نقره شده‌است.